# Biserici de lemn din Crișana

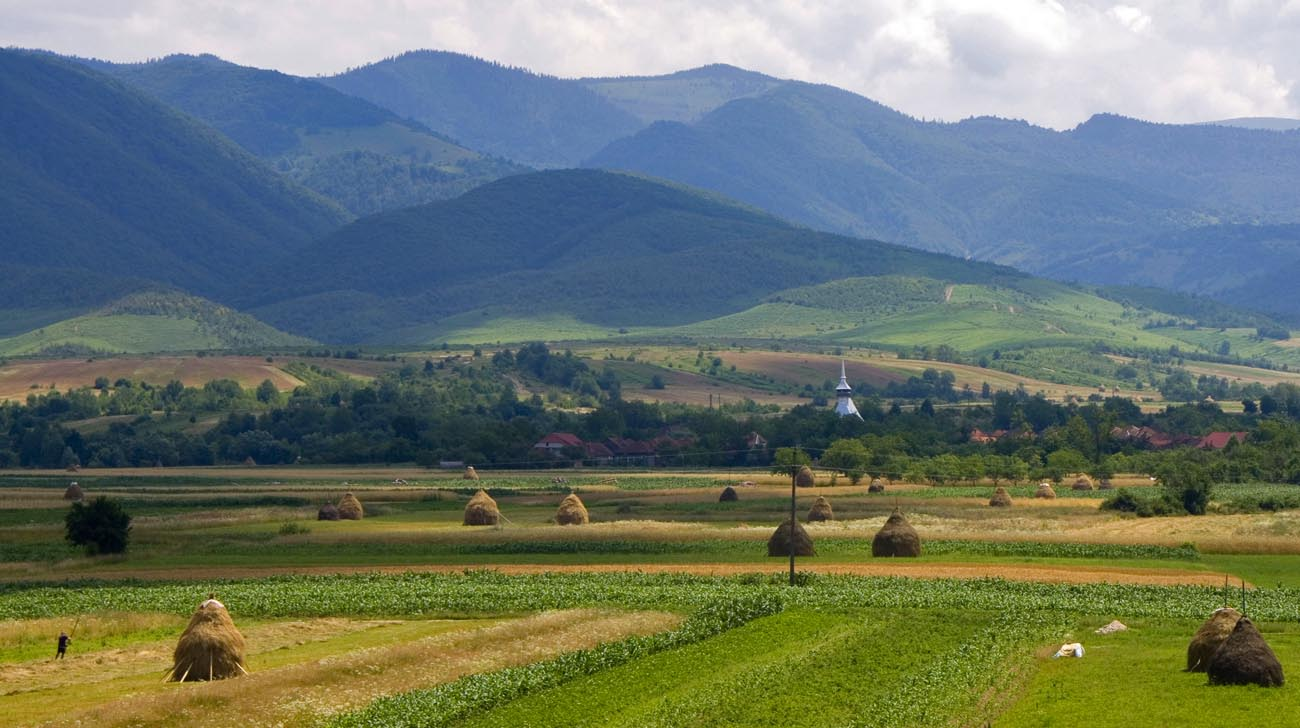
Biserica de lemn din Brădet, Bihor, ridicată de meșterii Mândruțu și Briciu Crăciun din Țara Abrudului în 1733

Bisericile de lemn din Crișana fac parte din familia de biserici de lemn românești. În Crișana, se mai păstrează aproximativ 100 de biserici de lemn, dominând patrimoniul cultural și istoric imobil al românilor din această parte a României. Bisericile de lemn au o valoare identitară inegalabilă și inestimabilă pentru românii crișeni. 

## Perioada interbelică
După primul război mondial și unirea Transilvaniei cu România, studiul bisericilor de lemn din Transilvania a fost relansat de Coriolan Petranu, cel mai ambițios și bătăios cercetător din perioada interbelică. El a evaluat perioada anterioară, a trasat necesitățile de cercetare viitoare, a inventariat bisericile de lemn din Arad, Bihor  și Hunedoara  și a promovat valorile lor artistice în plan național și internațional prin studii și conferințe. Leontin Ghergariu a cules date valoroase despre bisericile de lemn din Sălaj începând cu anul 1924. Imaginile și documentația de pe teren împreună cu scrierile sale se păstrează în arhive, doar o mică parte fiind publicate. Atanasie Popa a început în perioada interbelică publicarea unor studii monografice și a propus o primă sinteză. Reținem și prezența lui Victor Brătulescu cu un studiu despre câteva biserici din nordul Transilvaniei în 1935, pe care l-a continuat cu un valoros studiu al bisericilor de lemn din Maramureș, început în 1936 și publicat în 1941, după Dictatul de la Viena.

## Perioada postbelică
Atanasie Popa a continuat studiile sale până în anii 1970, când a publicat și ultima sinteză a materialului adunat. Între timp ștafeta a fost preluată de o nouă generație, hotărâtă să extindă cercetările mult dincolo de limitele ei de până atunci. Un punct important de plecare a fost lista monumentelor istorice din 1955, care a lăsat în afara protecției autorităților un număr însemnat de biserici de lemn valoroase. Datorită entuziasmului lor un număr însemnat de biserici de lemn au fost documentate și salvate de la dispariție. Cel mai perseverent cercetător al bisericilor de lemn din Transilvania din această generație s-a remarcat Ioana Cristache-Panait, cea care a bătut drumurile multor zone, țări și județe transilvănene, adunând harnic informații din existența lor. Eugenia Greceanu a scos la lumină multe din bisericile de lemn din centrul Transilvaniei. Lui Ioan Godea îi datorăm cercetarea Crișanei. Sabin Șainelic a scris primele studii despre Codru și Chioar. Îi reținem și pe Paul Petrescu, Vasile Drăguț și Marius Porumb pentru sintezele lor.

## Ultimele cercetări
Cercetarea bisericilor de lemn din ultimele decenii se distinge prin noi repertorii dar și prin unele analize, remarcabil este interesul sporit pentru aria județului Arad, unde o serie de publicații au completat repertoriul interbelic a lui Coriolan Petranu, actualizând pierderile și distrugerile din acest patrimoniu. 